# Antoine Henri Becquerel
Antoine Henri Becquerel (n. 15 decembrie 1852, Paris, Franța – d. 25 august 1908, Le Croisic, Pays de la Loire, Franța) a fost un fizician francez, laureat al Premiului Nobel în domeniul fizicii, în anul 1903, ca urmare a descoperirii fenomenului de radioactivitate spontană.

## Biografie
Antoine Henri Becquerel, pe scurt Henri Becquerel, s-a născut la 15 decembrie 1852, la Paris. Tatăl său, Alexandre-Edmond Becquerel, și bunicul său, Antoine Cesar Becquerel, erau fizicieni, profesori la Muséum national d'histoire naturelle de Paris. Antoine Henri Becquerel s-a născut în aceste clădiri în care familia sa lucra și locuia, și în care se născuse și tatăl său.
Henri Becquerel și-a făcut studiile la Liceul Louis-le-Grand din Paris, unde l-a avut, între alți profesori pe matematicianul Jean Gaston Darboux. În 1872 a intrat la École Polytechnique (în română: Școala Politehnică), apoi, în 1874 pregătirea pentru a se îndrepta spre Poduri și Șosele.
În anul 1874 s-a căsătorit cu Lucie Jamin, fiica lui Jules Jamin, unul dintre profesorii săi de la Școala Politehnică. Din această căsătorie a rezultat un fiu, Jean Becquerel, născut în 1878.
În anul 1891 preia funcția de profesor de fizică la Muzeul Național de Istorie Naturală.

## Descoperirea radioactivității
În  jurul anului 1896, Becquerel, ocupându-se cu studiul acțiunii luminii asupra unor substanțe, precum și fosforescența sărurilor de uraniu, a împachetat un fragment de rocă ce conținea uraniu (o sare de uraniu), într-o hârtie neagră și a închis-o într-un dulap în care se aflau și câteva plăci fotografice.
După un timp, developând plăcile, a observat că pe acestea se imprimase foarte exact conturul pietrei respective.
După mai multe experimente, a tras concluzia că este vorba de un fenomen nou, care a primit numele de radioactivitate naturală și care constă în proprietatea unor substanțe, ca uraniu, radiu, poloniu, de a emite, fără vreo cauză exterioară, radiații.
Proprietăți asemănătoare, s-au observat și la razele Röntgen și razele catodice descoperite cu puțin timp înainte.
În anul 1900 demonstrează cu ajutorul experiențelor că razele β pot fi deviate într-un câmp magnetic.
Becquerel face o serie de experiențe importante în domeniul spectroscopiei, fosforescenței și fenomenelor de absorbție a luminii.

## Omagii aduse lui Henri Becquerel

### Premiul Nobel pentru Fizică
În anul 1903, Becquerel primește  premiul Nobel în domeniul fizicii împreună cu fizicienii francezi Pierre Curie și Marie Curie pentru munca de cercetare depusă  în domeniul radioactivității.
El primește premiul ca recunoaștere a meritelor sale deosebite, pe care  le-a realizat prin descoperirea radioactivității naturale.
Jumătate din valoarea premiului i-a revenit lui Antoine Henri Becquerel, iar cealaltă jumătate le-a revenit soților Pierre și Marie Curie.

### Comemorare
În afară de Premiul Nobel pentru Fizică, Antoine Henri Becquerel este cinstit și prin alte modalități. 
- După numele fizicianului francez va fi denumită unitatea de măsură pentru radioactivitate: Bequerel, prescurtat: Bq.
- Numele lui este gravat pe o placă comemorativă împreună cu alte 72 de nume ilustre pe Turnul Eiffel.
- Un crater de pe Lună și un crater de pe Marte au primit numele său.